# 鳥居保治
鳥居 保治（とりい やすじ、1909年3月31日 - 1996年3月9日）は、日本の実業家。三井石油化学工業（現在の三井化学）社長および会長を務めた。愛知県宝飯郡御津町出身。孫は植物学者の鳥居啓子。

## 経歴・人物
旧制愛知県豊橋中学校、旧制第八高等学校を経て、1932年に東京帝国大学工学部応用化学科を卒業し、三井鉱山に入社した。1941年に三井化学工業に転じ、1954年に取締役に就任し、1969年に三井石油化学工業社長に就任。1977年に会長に就任し、1982年から相談役を務めた。
1971年4月に藍綬褒章を受章し、1979年4月に勲二等瑞宝章を受章した。
1996年3月9日狭心症のために東京都府中市の病院で死去。86歳没。